# EA-Generali Ladies Linz 1997
EA-Generali Ladies Linz 1997 — жіночий тенісний турнір, що пройшов на закритих кортах з твердим покриттям Intersport Arena в Лінці (Австрія). Належав до турнірів 3-ї категорії в рамках Туру WTA 1997. Тривав з 3 до 9 лютого 1997 року. Чанда Рубін здобула титул в одиночному розряді.

## Фінальна частина

### Одиночний розряд
Чанда Рубін —  Каріна Габшудова 6–4, 6–2
- Для Рубін це був єдиний титул за сезон і 8-й — за кар'єру.

### Парний розряд
Александра Фусаї /  Наталі Тозья —  Ева Меліхарова /  Гелена Вілдова 4–6, 6–3, 6–1
- Для Фусаї це був 1-й титул за рік і 2-й - за кар'єру. Для Тозья це був 1-й титул за рік і 16-й — за кар'єру.